# Eberhard Kranzmayer

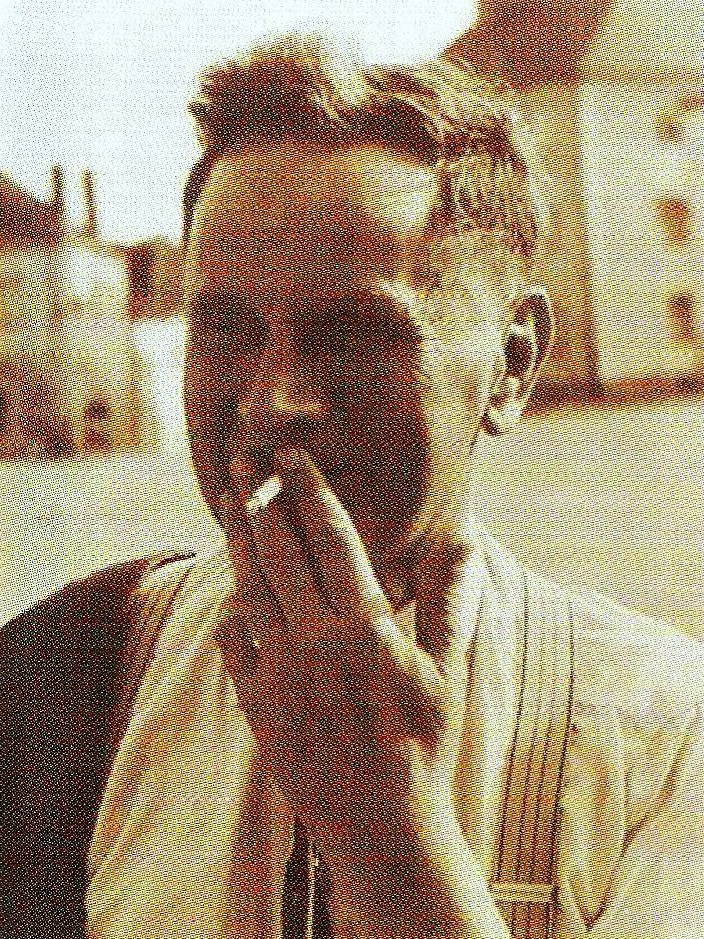
Eberhard Kranzmayer

Eberhard Kranzmayer (* 15. Mai 1897 in Klagenfurt, Österreich-Ungarn; † 13. September 1975 in Wien) war ein österreichischer Sprachwissenschaftler, Dialektologe und Namenforscher. Als Professor an der Universität Wien und wirkliches Mitglied der Österreichischen Akademie der Wissenschaften prägte er lange Zeit die Wiener Schule der Dialektologie. Während der NS-Zeit war er Leiter eines als „kriegswichtig“ eingestuften „Forschungsinstituts“ für Umvolkung in Klagenfurt.

## Leben
Eberhard Kranzmayer war der Sohn eines Kupferschmiedes in Kärnten. Er war von 1916 bis 1918 Soldat im Ersten Weltkrieg und erkrankte 1918 an Tuberkulose. Danach beteiligte er sich am Kärntner Abwehrkampf und als Freikorps-Mitglied an den Kämpfen in Oberschlesien. Er studierte dann an den Universitäten Wien und Innsbruck germanistische, romanistische, slawistische und allgemeine Sprachwissenschaft. Lehrer waren Joseph Seemüller, Anton Pfalz, Rudolf Much, Josef Schatz, Emil Gamillscheg und Primus Lessiak; Letztgenannter führte ihn in die dialektologische Feld- und Sprachinselforschung ein. 1923 wurde er im Corps Posonia recipiert. 1926 wurde er in Wien mit einer Untersuchung über Laut- und Flexionslehre der deutschen Zimbrischen Mundart promoviert. 1926 bis 1938 war er Mitarbeiter in der Wiener Wörterbuchkanzlei (Wörterbuch der bairischen Mundarten in Österreich). 1933 habilitierte er sich in Wien mit der Arbeit Sprachschichten und Sprachbewegungen in den Ostalpen. 1938 verlegte er seine Tätigkeit an die Wörterbuchkanzlei in München (Bayerisches Wörterbuch). 1940 wurde er an der Universität München außerordentlicher Professor.
Kranzmayer stellte in der Zeit des Austrofaschismus 1937 bereits einen Antrag auf Mitgliedschaft in der verbotenen NSDAP. Im Oktober 1935 wurde er für eine „Funktion“ im 3. Reich an seiner Wiener Wohnungstüre von einem Unbekannten befragt, als illegales Parteimitglied galt er spätestens seit 1. Jänner 1937. Tatsächlich in die Partei aufgenommen wurde er aber erst zum 1. Juli 1940 (Mitgliedsnummer 8.061.495). Als im Jahr 1941 Alois Maier-Kaibitsch, SS-Standartenführer und lokaler Leiter des RKFDV, den Plan ventilierte, in seiner Heimat Klagenfurt eine Forschungsstelle für Geschichte, Sprach- und Ortsnamenforschung einzurichten, wünschte sich der Kärntner Gauleiter und „Reichsstatthalter“ Friedrich Rainer, der eine Zusammenarbeit mit den Universitäten Wien und Graz ablehnte, ausdrücklich Kranzmayer als deren künftigen Leiter und schlug vor, „Leiter und Mitarbeiter des Institutes in das ‚Ahnenerbe‘ zu übernehmen, was von Fall zu Fall zu entscheiden wäre“. Diese Forschungsstelle sollte die wissenschaftliche Basis eines „Rückdeutschungsprozesses“ des „Oberkrainer Slowenentums“ schaffen und wissenschaftliche Argumente liefern, um im vom Deutschen Reich im April 1941 besetzten Slowenien das Bekenntnis der Bevölkerung zum Deutschtum zu stärken. Dabei sollte der Unterschied zwischen den angeblich deutschstämmigen, jedoch zur slowenischen Sprache gewechselten Oberkrainern im Gegensatz zu den angeblich rein slowenischen Unterkrainern herausgearbeitet werden. Das „Institut für Kärntner Landesforschung“ wurde schließlich am Jahrestag der Kärntner Volksabstimmung, dem 10. Oktober 1942, in Klagenfurt gegründet, und Eberhard Kranzmayer wurde, nachdem er aktiv dieses Institut mitgeplant hatte, zu dessen Leiter bestellt. Der ursprünglich geplante Name dieser Einrichtung hätte „Reichsinstitut zur Lösung der Slowenenfrage“ sein sollen, doch wurde er in typischer NS-Manier durch einen euphemistisch-neutralen Terminus ersetzt.
Im darauf folgenden Jahr wurde Kranzmayer außerordentlicher Professor an der Universität Graz und im folgenden Jahr Korrespondierendes Mitglied der Bayerischen Akademie der Wissenschaften. Es entstand sein Werk über Die wichtigsten Kärntner Ortsnamen. In dieser Zeit kam es auch zu einer Kontroverse zwischen Kranzmayer und Bruno Schweizer, dem Vertreter der „Langobardentheorie des Zimbrischen“, über die genaue Ausrichtung der Dialektologie im Deutschen Reich.
Nach 1945 erhielt Kranzmayer zunächst Berufsverbot wegen seiner Zugehörigkeit zur NSDAP und seinen Funktionen im Klagenfurter Institut. Im Jahre 1949 wurde er erneut bei der österreichischen Wörterbuchkommission eingestellt. In den 1950er Jahren setzte Kranzmayer seine linguistischen und dialektologischen Forschungen fort und betrieb Feldforschung in Kärnten und im Burgenland. Ab 1958 leitete Kranzmayer zusammen mit Viktor Dollmayr die Wiener Wörterbuchkanzlei, die die Vorarbeiten zum Wörterbuch der bairischen Mundarten in Österreich (WBÖ) leistete. 1958 erhielt er an der Universität Wien ein Extraordinariat und schließlich 1961 ein Ordinariat für Deutsche Sprache und ältere deutsche Literatur. Unter seiner Patronanz entstanden daraufhin eine Reihe von Doktorarbeiten zu regionalen dialektologischen Themen. Diese sind bis heute vor allem dank ihrer Erarbeitung mittels empirischer Feldforschung eine wichtige Quelle.
Nach Dollmayrs Tod im Dezember 1964, dem Kranzmayer mehrere Nachrufe widmete, übernahm er die alleinige Leitung der Wiener Wörterbuchkanzlei. 1967 wurde er wirkliches Mitglied der Österreichischen Akademie der Wissenschaften. Im Jahr 1969 wurde er auch Mitglied im Kuratorium des „Instituts für Kartographie“. 1968 wurde Kranzmayer 73-jährig als Professor der Universität Wien emeritiert, hielt aber noch bis 1971 Vorlesungen.
Eberhard Kranzmayer starb 78-jährig am 13. September 1975 in Wien. Er wurde am Dornbacher Friedhof bestattet.

## Schaffen
Eberhard Kranzmayer gilt in der Germanistik als wichtiger Mundartforscher, Dialektgeograph und Namenforscher. Als Professor an der Universität Wien wurde er zum Doktorvater zahlreicher jüngerer Dialektologen und beeinflusste dadurch bis heute die Wiener Schule der Dialektologie. Seine empirischen Arbeiten stellen nach wie vor eine Quelle für die Dialektologie und die etymologische Forschung dar. Schüler und Schülerinnen Kranzmayers waren unter anderem Alois Brandstetter, Eugen Gabriel, Maria Hornung, Hubert Fabian Kulterer und Peter Wiesinger.
Seine dialektologische Aufgabenstellung war die geschichtliche und gegenwärtige Erschließung von Lautstand und Wortschatz der bairischen Mundarten. Im Rahmen der „Wiener dialektologischen Schule“ entwickelte er „eine besondere sprachhistorische Methodik unter Zuhilfenahme der konservativen Binnen- und Sprachinselmundarten, der Lehnbeziehungen im Sprachgrenzraum, der hyperkorrekten und relikthaften Lautungen und der spätmittelalterlichen Reim- und Schreibverhältnisse“. Diese Einzelforschungen mündeten in sein Grundlagenwerk Historische Lautgeographie des gesamtbairische Dialektraumes von 1956. In der Wortforschung betonte Kranzmayer den Zusammenhang von Wort und Sache, und er führte 1960 den Begriff der sowohl sprach- wie kulturgeschichtlich relevanten bairischen Kennwörter in die Dialektologie ein. In dem ab 1963 umgesetzten Wörterbuch der bairischen Mundarten in Österreich wird sowohl die phonologische Ausrichtung der „Wiener dialektologischen Schule“ als auch sein Interesse an der Verknüpfung von Wort und Sache deutlich. Der Druckauftrag von 1969 für seinen Dialektatlas Österreichs und seiner Nachbarländer wurde hingegen nie ausgeführt. Sein Zugang zur Namenforschung war von der Idee geprägt, aus einer von Illyrern, Kelten, Römern, Germanen, Slawen, Magyaren und Bajuwaren geprägten österreichischen Namenwelt die Siedlungsgeschichte zu erschließen, was am ausführlichsten im Ortsnamenbuch von Kärnten (1956–1958) zu sehen ist.
Kranzmayer trat auch als scharfer Kritiker des Schaffens des ebenfalls aus Kärnten stammenden Matthias Lexer und dessen Etymologien auf. Er warf ihm und seinem im 19. Jahrhundert herausgebrachten Mittelhochdeutschen Handwörterbuch, das mittlerweile zu einem Standardwerk geworden war, vor, zu wenig Rücksicht auf die südlichen Dialekte genommen und überhaupt falsche Aussagen gemacht zu haben.

## Kritik
Besonders bei Kollegen aus dem Bereich der Slawistik stieß die Arbeit Kranzmayers schon länger auf Kritik. Laut Helmut W. Schaller war er „ideologisch gefärbt“ und er „überbetont[e] den deutschen Einfluss auf das Slowenische“. Auf Ablehnung stieß er nicht zuletzt deshalb, weil seine Ortsnamenforschung ganz reale politische Auswirkungen auch im Österreich der Zweiten Republik hatte (siehe Ortstafelstreit). Seine etymologischen Interpretationen und Annahmen werden heute ebenfalls differenziert gesehen. Kranzmayer traf oft zu kurz gegriffene Aussagen und erklärte einen Ortsnamen voreilig als romanisch, keltisch, slawisch, bairisch, gemeingermanisch oder vorindoeuropäisch.
Das Germanistik-Institut der Universität Wien wie auch die Österreichische Akademie der Wissenschaften haben zu Eberhard Kranzmayer, einem ihrer einflussreichsten „Altvorderen“, lange Zeit keine kritische Aufarbeitung seiner Person und seiner Arbeit betrieben. Im Jahr 2001 veröffentlichten Peter Wiesinger und Daniel Steinbach eine erste Geschichte der Wiener Germanistik, in der die NS-Rolle Kranzmayers zumindest erwähnt, jedoch nicht hinterfragt wird. Eine kritische Hinterfragung Kranzmayers findet in Germanistikkreisen erst in den 2020ern statt.
Laut Michael Wedekind habe Kranzmayer als „ehemaliger Frontsoldat und dekorierter Abwehrkämpfer in Kärnten und Oberschlesien […] in seinen wissenschaftlichen Arbeiten eine Fortsetzung des grenzdeutschen Volkstumskampfes“ gesehen. Nach Stefan Dollinger soll Kranzmayer ein eindeutig deutsch-nationaler Autor gewesen sein, dessen Werk, von seiner ersten Publikation im Jahr 1925 bis zu seinen letzten in den 1970ern, klar großdeutsch geprägt sei. Wurde diese Einschätzung in den 1970ern lediglich als Vermutung in progressiven Publikationen geäußert worden, war seither die Forschung zu Kranzmayer in der Slawistik wesentliche Triebfeder. Eine erstmalige Sichtung des kompletten Archivmaterials zu Kranzmayer im Jahre 2021, das verstreut über sieben Archive auf zwei Kontinenten zu finden ist, zeigt, dass Kranzmayer in seiner Leitungsfunktion des Institutes für Kärntner Landesforschung, das eigentlich „Reichsinstitut zur Lösung der Slowenenfrage“ heißen hätte sollen und nur durch Hitlers Sparerlass von 1942 nicht so genannt wurde, persönlich mitverantwortlich ist für die „Umvolkung“ von 205.000 Sloweninnen und Slowenen und, falls deren „Stamm“ als nicht „völkisch“ hochwertig durch Kranzmayer „rassisch-wissenschaftliche“ Arbeiten eingestuft wurde, deren Aussiedelung oder gar Vernichtung war. Kranzmayer war als illegaler Nationalsozialist unmittelbar nach dem Anschluss 1938, gemeinsam mit seinem Vorgesetzten beim Wörterbuch der bairischen Mundarten in Österreich, Anton Pfalz, Bearbeiter und Zuwidmer der Dialekt-Schallplattenaufnahmen aus der „befreiten Ostmark“, die als Ergänzung zum sogenannten Lautdenkmal reichsdeutscher Mundarten, Adolf Hitlers Geburtstagsgeschenk von der Beamtenschaft 1939, nachgereicht wurden.

## Ehrungen
1967 erhielt Kranzmayer eine Festschrift zugeeignet, die Beiträge zur oberdeutschen Dialektologie enthielt. 1997 hielt die Österreichisches Akademie der Wissenschaften ein Symposion aus Anlass seines 100. Geburtstages ab.
In Klagenfurt wurde eine Straße in der Nähe der Universität nach Kranzmayer benannt, und vom grünen Abgeordneten Reinhold Gasper wurde 2006 im Klagenfurter Gemeinderat der Antrag eingebracht, eine Gedenktafel für „den hervorragenden Sprachwissenschaftler Dr. Eberhard Kranzmayer“ an dessen Geburtshaus am Alten Platz Nr. 11 anbringen zu lassen.

## Veröffentlichungen
- Maria Hornung (Hrsg.): Laut- und Flexionslehre der deutschen zimbrischen Mundart. Beiträge zur Sprachinselforschung, Diss. Wien 1925. VWGÖ, 1981, ISBN 978-3-85369-465-7, S. 295 (Online Google Books).
- Laut- und Flexionslehre der deutschen zimbrischen Mundart (= Beiträge zur Sprachinselforschung. Band 1/1). VWGÖ, Wien 1981.
- Etymologische Beiträge zur Entstehung des karantanischen Herzogtums. In: Carinthia I. Jahrgang 115, S. 3-6, Klagenfurt 1925 (= Jahresberichte für deutsche Geschichte. Bände 1–14, Berichtsjahre 1925–1938, Nr. 687).
- Die schwäbisch-bayrischen Mundarten am Lechrain mit Berücksichtigung der Nachbarmundarten (= Sitzungen der Königlich Bayerischen Akademie der Wissenschaften 1927. Band 5). München 1927.
- mit F. Lüers: Aus der Werkstätte des Wörterbuches, in: Bayerische Wochenschrift für Pflege von Heimat und Volkstum. Band 6, 1928, S. 270–271.
- Die Namen Der Wochentage in den Mundarten von Bayern und Österreich (= Arbeiten zur Bayerisch-Österreichischen Dialektgeographie. 1. Heft), Hölder Pichler Tempsky, Wien/München 1929.
- Sprachschichten und Sprachbewegungen in den Ostalpen, Hölder-Pichler-Tempsky, R. Oldenbourg, Wien 1931 (= Jahresberichte für deutsche Geschichte. Bände 1-14, Berichtsjahre 1925–1938, Nr. 519).
- Zur Ortsnamenforschung im Grenzland. In: Zeitschrift für Ortsnamenforschung. Band 10, 1933/34 (= Jahresberichte für deutsche Geschichte. Bände 1–14, Berichtsjahre 1925–1938, Nr. 693), S. 105–148.
- Die kärntnerischen Ortsnamen im Diplom Ottos III. vom 9. Juli 993. In: Carinthia I. Jahrgang 123, Klagenfurt 1934 (= Jahresberichte für deutsche Geschichte. Bände 1–14, Berichtsjahre 1925–1938, Nr. 738), S. 31–44.
- Die ältesten deutschen Ansiedlungen in Kärnten. In: Beiträge zur Geschichte und Kulturgeschichte Kärntens. Band 212, 1936 (= Jahresberichte für deutsche Geschichte. Bände 1–14, Berichtsjahre 1925–1938, Nr. 1568), S. 28–33.
- Deutsches Sprachgut jenseits der Sprachgrenze in den Alpen, mit besonderer Rücksicht auf das Rätoromanische des Grödnertales. In: Deutsches Archiv für Landes- und Volksforschung. 1, 1937, S. 273–286.
- Aufgaben und Ziele der Münchner Wörterbuchkommission. In: Unser Egerland 1941, S. 37–42.
- Die wichtigsten Kärntner Ortsnamen. I. Das Zollfeld (= Veröffentlichungen des Instituts für Kärntner Landesforschung der Universität Graz in Klagenfurt. Band 2). Verlag Raunecker, Klagenfurt 1944.
- Die deutschen Lehnwörter in der slowenischen Volkssprache. Verlag Kramarič, Laibach 1944.
- Kärntner Bauernkost und ihre Geschichte. In: Carinthia I. Jahrgang 139, Klagenfurt 1949, S. 448.
- Die steirische Reimchronik Ottokars und ihre Sprache (= Österreichische Akademie der Wissenschaften. Philosophisch-Historische Klasse. Sitzungsberichte, 226. Band, 4. Abhandlung). Verlag R. M. Rohrer, Wien 1950.
- mit Irmgard Hack: Steyr und seine Beziehungen zum innerbergischen Eisenwesen. Die Besiedelung der Umgebung von Steyr im Lichte der Ortsnamen (= Veröffentlichungen des Kulturamtes der Stadt Steyr). Magistrat Steyr, Selbstverlag, Steyr 1953.
- Der niederösterreichische Dialekt. In: Jahrbuch für Landeskunde. von Niederösterreich. Band 31, 1954, S. 198–237 (zobodat.at [PDF]).
- Die Bergnamen Österreichs. Verlag Verein Muttersprache, Wien 1955. 2., erweiterte Auflage 1968.
- Historische Lautgeographie des gesamtbairischen Dialektraumes. Verlag Böhlau, Graz/Wien 1956.
- Die österreichischen Bundesländer und deren Hauptstädte in ihren Namen. Kommissionsverlag A. Sexl, Wien 1956; 2. verb. Auflage (= Muttersprache. Schriftenreihe des Vereins „Muttersprache“. Heft 4), Verlag Verein Muttersprache, Wien 1970.
- Ortsnamenbuch von Kärnten, 2 Bände (= Archiv für vaterländische Geschichte und Topographie. 50, 52), Verlag des Geschichtsvereines für Kärnten, Klagenfurt 1956–1958.
- mit Karl Bürger: Burgenländisches Siedlungsnamenbuch. Hrsg. vom Amt der Burgenländischen Landesregierung (= Burgenländische Forschungen. Heft 36). Eisenstadt 1957.
- Die Ergebnisse der neuesten österreichischen Ortsnamenkunde und das Land Salzburg. In: Mitteilungen der Gesellschaft für Salzburger Landeskunde. Band 97, 1957, S. 1–16.
- mit Annemarie Richter: Ergänzungen zu Primus Lessiak: Die deutsche Mundart von Zarz in Oberkrain, A: Grammatik (= Kärntner Forschungen. Band III), H. Böhlaus Nfg., Weimar 1944; Neuauflage: (= Deutsche Dialektgeographie. Band 50). Weidmann, Marburg 1959.
- Die bairischen Kennwörter und ihre Geschichte. Verlag Böhlau, Graz/Wien 1960.
- Das Volk der Friauler. Klagenfurt, o. J., ca. 1960.
- Die Sprachaltertümer in den Mundarten der Tiroler Hochtäler. In: Zeitschrift für Mundartforschung. Band 27, 1960, S. 160–192.
- Monogenetische Lautentfaltungen und ihre Störungen in den bairischen Bauernsprachinseln und in deren Heimatmundarten. In: Beiträge zur Geschichte der deutschen Sprache und Literatur. Band 85, Tübingen 1963, S. 154–205.
- Der Tiroler Dialekt (= Sonderdruck aus: Südtirol: Eine Frage des europäischen Gewissens. Hrsg. von Franz Huter). Verlag für Geschichte und Politik, Wien 1965, S. 43–54.
- Der alte Gott von Tischelwang am Plöckenpaß. Eine religionsgeschichtliche Studie auf namenkundlicher Grundlage. In: Helmut Fielhauer (Hrsg.): Volkskunde und Volkskultur. Schendl, Wien 1968, S. 257–279.
- Sagengebundene Kärntner Bergnamen. Eigenverlag, o. O. 1969.
- Wörterbuch der deutschen Sprachinselmundart von Zarz/Sorica und Deutschrut/Rut in Jugoslawien. Hrsg. von Maria Hornung und Alfred Ogris (= Archiv für vaterländische Geschichte und Topographie. Band 68). Verlag des Geschichtsvereines für Kärnten, Klagenfurt 1983.
- Glossar zur Laut- und Flexionslehre der deutschen zimbrischen Mundart, das sind die Mundarten in den sieben Vicentinischen Gemeinden, den dreizehn Veroneser Gemeinden und den deutschen Orten im Trentinischen (mit Ausnahme des Fersentales und des Nonsberges) (= Beiträge zur Sprachinselforschung. Band 1/2). VWGÖ, Wien 1985.
- Probleme der oberdeutschen Dialektologie und Namenkunde. Edition Praesens, Wien 1999.
- Kleine namenkundliche Schriften (1927–1972). Hrsg. von Maria Hornung. Edition Praesens, Wien 1997.
- als Herausgeber im Auftrag der Österreichische Akademie der Wissenschaften: Wörterbuch der bairischen Mundarten in Österreich. Band 1 = A – Azor, Wien 1970; Band 2 = B (P) – Bezirk, Wien 1976.
- als Herausgeber im Auftrag der Österreichische Akademie der Wissenschaften: Wörterbuch der bairischen Mundarten in Österreich. Beiheft 1 = Erläuterungen, Literaturverzeichnis, Abkürzungsverzeichnis, Lauttabelle, Verzeichnis der Gegendnamen. Beiheft 2 = Erläuterungen zum Wörterbuch; Lautschrift, Abkürzungsverzeichnis, Literatur- und Quellenverzeichnis.